# Willian Lanes de Lima
William Lanes de Lima, conocido simplemente como Lima (Ribeirão Preto, Brasil, 10 de febrero de 1985) es un futbolista brasileño. Juega como lateral, aunque a veces está en el centro de la defensa, actualmente juega en el Portuguesa de Brasil.

## Trayectoria
Tras pasar por el Corinthians Alagoano, debutó con el Atlético Mineiro en 2004. Permaneció en el club brasileño hasta su traspaso al Real Betis Balompié de la Primera División de España para la temporada 2007-08.
Debutó en Primera el 31 de octubre de 2007. En su primer año dispuso de pocas oportunidades, participando en sólo nueve partidos ligueros.

## Clubes
| Club                 | País   | Año       |
| -------------------- | ------ | --------- |
| Corinthians Alagoano | Brasil | 2003      |
| Atlético Mineiro     | Brasil | 2004-2007 |
| Real Betis           | España | 2007-2009 |
| Atlético Mineiro     | Brasil | 2010-2012 |
| Portuguesa           | Brasil | 2012-     |

## Palmarés
- Campeonato Brasileiro Série B de 2006
- Campeonato Mineiro de 2007